# Anania bryalis
Anania bryalis is een vlinder van de familie van de grasmotten (Crambidae). De wetenschappelijke naam van deze soort is voor het eerst voorgesteld als Lamprosema  bryalis door George Francis Hampson in een publicatie uit 1918.
De spanwijdte bedraagt 29 tot 31 millimeter.
De soort komt voor in Congo-Kinshasa en Kenia.